# Сердово
Се́рдово (бел. Се́рдава) — озеро в Полоцком районе Витебской области Белоруссии. Относится к бассейну реки Нача.

## Физико-географическая характеристика
Озеро Сердово располагается в 24 км к северо-западу от Полоцка, рядом с городским посёлком Ветрино.
Площадь зеркала составляет 1,1 км², длина — 2,92 км, наибольшая ширина — 0,7 м. Длина береговой линии — 6,86 м. Наибольшая глубина — 9 м, средняя — 4,6 м. Объём воды в озере — 5,04 млн м³. Площадь водосбора — 3,61 км².
Котловина сложного типа, лопастной формы, вытянута с севера на юг и состоит из двух плёсов, разделённых несколькими островами. Склоны пологие, высотой преимущественно от 10 до 25 м, на северо-западе до 30—35 м. На высоте 2—6 м от водного зеркала проходит абразионный уступ. Западные склоны используются под пастбище, восточные заняты огородами. Береговая линия сильно изрезана и образует несколько заливов, наиболее крупные из которых расположены на западе и юге. Берега низкие (высотой 0,1—0,2 м), на востоке возвышенные (0,5—1 м), песчаные, местами поросшие кустарником. На севере и западе кое-где формируются сплавины. С севера, запада и юго-востока к озеру подходит заболоченная пойма шириной 20—30 м, заросшая кустарником.
Подводная часть котловины имеет блюдцеобразную форму. Мелководный участок узкий и обрывистый (в заливах мелководье шире), покрытый песком и опесчаненным илом. Глубже 4 м дно плоское, глинисто-илистое. Глубины до 2 м занимают около 15 % площади озера, до 4 м — около 34 % площади. Максимальная глубина отмечена в северном плёсе, глубина южного не превышает 6,9 м. Между плёсами расположены четыре острова, ещё один присутствует в северном плёсе. Суммарная площадь островов составляет 9 га.

## Гидробиология
Водная толща стратифицирована: температура и содержание кислорода существенно изменяются по мере погружения в глубину. Минерализация воды достигает 250 мг/л, прозрачность — 1,6 м, цветность варьируется от 20 до 65°. Водоём подвержен эвтрофикации. Впадают два ручья, вытекает ручей в озеро Рудёнково.
Надводная растительность образует полосу шириной от 2 до 10 м и распространяется до глубины 2,2 м. Подводная растительность встречается до глубины 2,5—3,5 м.
В воде обитают лещ, щука, окунь, густера, краснопёрка, линь, карась, налим.